# Māris Ļaksa
Māris Ļaksa (Ventspils, 8 settembre 1981) è un ex cestista lettone.

## Carriera
Con la Lettonia ha disputato due edizioni dei Campionati europei (2001, 2003).

## Palmarès
- Campionato lettone: 2

Ventspils: 1999-2000, 2005-06